# Ex Machina (historieta)
Ex Machina es el título de una serie estadounidense de cómics de ficción  ganadora de dos premios Eisner en 2005, creada por el guionista Brian K. Vaughan y el dibujante  Tony Harris, para la editorial DC.
En esta obra se narra la vida de Mitchel Hundred, un ingeniero civil neoyorquino que obtiene la habilidad de comunicarse con cualquier máquina compleja tras la explosión de un extraño artefacto en uno de los pilares del puente de Brooklyn que le desfigura la parte izquierda de su cara. Después de emprender una fallida carrera como superhéroe, adoptando la identidad de La Gran Máquina, logra convertirse en alcalde de Nueva York. Así, a través de flash-backs, se nos muestra su mandato al frente de la alcaldía, su época como superhéroe y su infancia. Además, la serie se acerca al género de la ucronía al plantear en sus tramas el hecho de que gracias a la intervención de La Gran Máquina el choque del segundo avión contra las torres gemelas el 11-S no tuvo lugar.

## Publicación
La editorial DC Comics comenzó a publicar esta colección en agosto de 2004 en forma de cómic de periodicidad mensual, bajo su sello editorial Wildstorm. Además, una vez se ha cerrado una trama de la serie, recopila varios de esos cómics en un tomo.

### España
En España, la editorial Norma publica desde junio de 2006 esos tomos recopilatorios sin ninguna periodicidad fija.
| Número | Título                  | ISBN                   | Números                                           |
| ------ | ----------------------- | ---------------------- | ------------------------------------------------- |
| 1      | Estado de Emergencia    | ISBN 978-84-9814-732-2 | 1, 2, 3, 4 y 5                                    |
| 2      | La Marca                | ISBN 978-84-9814-828-2 | 6, 7, 8, 9 y 10                                   |
| 3      | Realidad contra Ficción | ISBN 978-84-9814-936-4 | 11, 12, 13, 14, 15 y 16                           |
| 4      | En Pie de Guerra        | ISBN 978-84-9814-963-0 | 17, 18, 19, 20 y Ex Machina Special núm. 1 y 2    |
| 5      | Malos Humos             | ISBN 978-84-9847-004-8 | 21, 22, 23, 24 y 25                               |
| 6      | Apagón                  | ISBN 978-84-9847-357-5 | 26,27,28 y 29                                     |
| 7      | Ex Cátedra              | ISBN 978-84-9847-861-7 | 30,31,32,33 y 34                                  |
| 8      | Juego Sucio             | ISBN 978-84-679-0094-1 | 35,36,37,38 y 39 y Especial:Ex-Machina Masquerade |
| 9      | Abajo con lo viejo      | ISBN 978-84-679-0269-3 | 40,41,42,43 y 44                                  |

## Juegos de palabras

### Título
Ex Machina proviene de la expresión latina deus ex machina, tal y como sugiere el hecho de que esa frase, y la explicación de su significado, aparezcan en la primera viñeta del primer número. Además, puede ser considerado un juego de palabras debido a que el protagonista antes era conocido como la Gran Máquina, es decir, es ex-Máquina.

### Primer episodio
El primer episodio del primer tomo de la edición española, correspondiente al primer número de la edición mensual estadounidense (o comic-book) tiene por título "Piloto". Esto podría ser tomado como referencia al hecho de que la indumentaria de la Gran Máquina se asemeja a la de un piloto; o al comentario del protagonista acerca de una foto de George W. Bush vestido como tal; o a que el primer episodio de cualquier serie televisiva suele denominarse episodio piloto.
No obstante, en la edición original el título es The First Hundred Days, que podría traducirse como Los primeros días de Hundred, dado que "Hundred" es el apellido del protagonista; o como Los cien primeros días, una expresión cuyo origen se remonta a la época de Franklin D. Roosevelt que se emplea en política para referirse al análisis que se hace de un gobierno en sus primeros días.

## Premios
Premios Eisner:
Año 2007
- Nominación como Mejor Portadista a Tony Harris por su trabajo en Ex Machina y Conan (de la editorial Dark Horse).

Año 2006
- Nominación como Mejor Guionista a Brian K. Vaughan por Ex Machina e Y: The Last Man.
- Nominación como Mejor Serie.
- Nominación como Mejor Historia por Realidad contra Ficción (Fact v. Fiction, en los número 12 a 14 de la edición original).
- Nominación como Mejor Historia de un Número Solo por La Fortuna Favorece (Fortune Favours, del número 11 de la edición original).
- Nominación como Mejor Portadista a Tony Harris por su trabajo en Ex Machina y Conan (de la editorial Dark Horse).

Año 2005
- Mejor Serie Nueva.
- Mejor Guionista a Brian K. Vaughan por su trabajo en Ex Machina, Y: The Last Man y Runaways.

Premios Harvey:
Año 2005
- Nominación como Mejor Serie Nueva.